# Insecticide (jeu vidéo)
Pour substance tuant les insectes, voir Insecticide.
Insecticide est un jeu vidéo d'action-aventure développé par Crackpot Entertainment et édité par Gamecock Media Group, sorti en 2008 sur Windows et Nintendo DS.

## Accueil
- IGN : 7/10 (DS)[1]